# Харківський фаховий вищий художній коледж
50°00′28″ пн. ш. 36°12′07″ сх. д. / 50.00777778° пн. ш. 36.20194444° сх. д.
Ха́рківське держа́вне худо́жнє учи́лище (ХДХУ) — художній виш Харкова. Є одним з найстаріших професійних мистецьких закладів України. Мав назву Харківське Державне Художнє Училище (ХДХУ), Обласний комунальний заклад «Харківське художнє училище» (ОКЗ «ХХУ»), нині  –– Харківський Фаховий Вищий Художній Коледж (ХФВХК).
Навчальний заклад заснований у 1896 році рішенням Харківської міської думи на базі приватної художньої школи М. Раєвської-Іванової. Першим директором училища став учень Іллі Юхимовича Рєпіна –– Олександр Любімов (1879—1955), а першими викладачами –– випускники рєпінської майстерні Академії мистецтв у Санкт-Петербурзі, запрошені до Харкова.
В підґрунті роботи з організації навчального процесу в Харківському художньому училищі лежить художня та викладацька діяльність М. Д. Раєвської-Іванової (1840—1912), міської мистецької школи та творчих засад Академії мистецтв.
З 1913 р. училищем керував С. Прохоров, який свого часу очолював художню рисувальну школу в Томську; з 1914 р. училище очолював Г. Горєлов, з 1916 р. — видатний вітчизняний художник та викладач мистецьких дисциплін О. Кокель (1880—1956). В період з кінця 50-х по 2000-і роки ХХ ст. училище очолював Григорій Семенович Коробов, заслужений діяч мистецтв, відомий художник. Зараз директором (з 2011 року) є художник-живописець Костянтин Юрійович Савченко.

## Спеціальності
Навчальний заклад випускає студентів денної форми навчання за спеціальностями художник-викладач, скульптор, художник-оформлювач спектаклю (декоратор), дизайнер середовища, дизайнер-графік.

## Відділення (Факультети)
- Живопис
- Сценічне мистецтво
- Дизайн інтер'єрів
- Графічний дизайн
- Скульптура

## Відомі педагоги
- Чернов Леонід Іванович — директор училища у 1944—1947 рр.
- Коробов Григорій Семенович (директор училища по 2009 рік)
- Косарев Борис Васильович
- Сліпченко Микола Степанович
- Шигимага Тарас Петрович
- Чадов Аркадій Андрійович
- Петрова Валентина Сергіївна
- Старіков Володимир Афанасьевич
- Кузніченко Тимур Петрович
- Новосьолова-Хмельницька Алла Миколаївна
- Безрук О.

- Константинопольський А. М.
- Семержинський Г. В.

## Відомі випускники
- Бобрицький (Бобрі) Володимир Васильович
- Варламов Руслан Валерійович
- Вергун Наталія Іванівна
- Гнилицький Олександр Анатолійович
- Дейнека Олександр Олександрович ?
- Журка Юрій Петрович
- Кацевич Семен Михайлович — монументаліст, постмодерніст, член Спілки художників України.
- Ковтун Віктор Іванович
- Крючков Віктор Григорович — автор пам'ятника Юрію Горлісу-Горському у селі Мельники Черкаської області.
- Мацкін Рувим Ізраїлевич — член Харківського відділення Спілки художників СРСР.
- Мусі Віктор — 1978—1982 рік навчання — сучасний французькій художник.
- Рубанов Олексій  --художник-абстракціоніст , член Спілки художників України.
- Сохацька-Горбель Олена Олександрівна
- Чернов Леонід Іванович — учень Миколи Самокиша, Заслужений діяч мистецтв України (1966).
- Солодовник Сергій Максимович — професор, педагог Харківського художнього та художньо-промислового інституту 1947—1991 рр..